# Випробування на розтягування

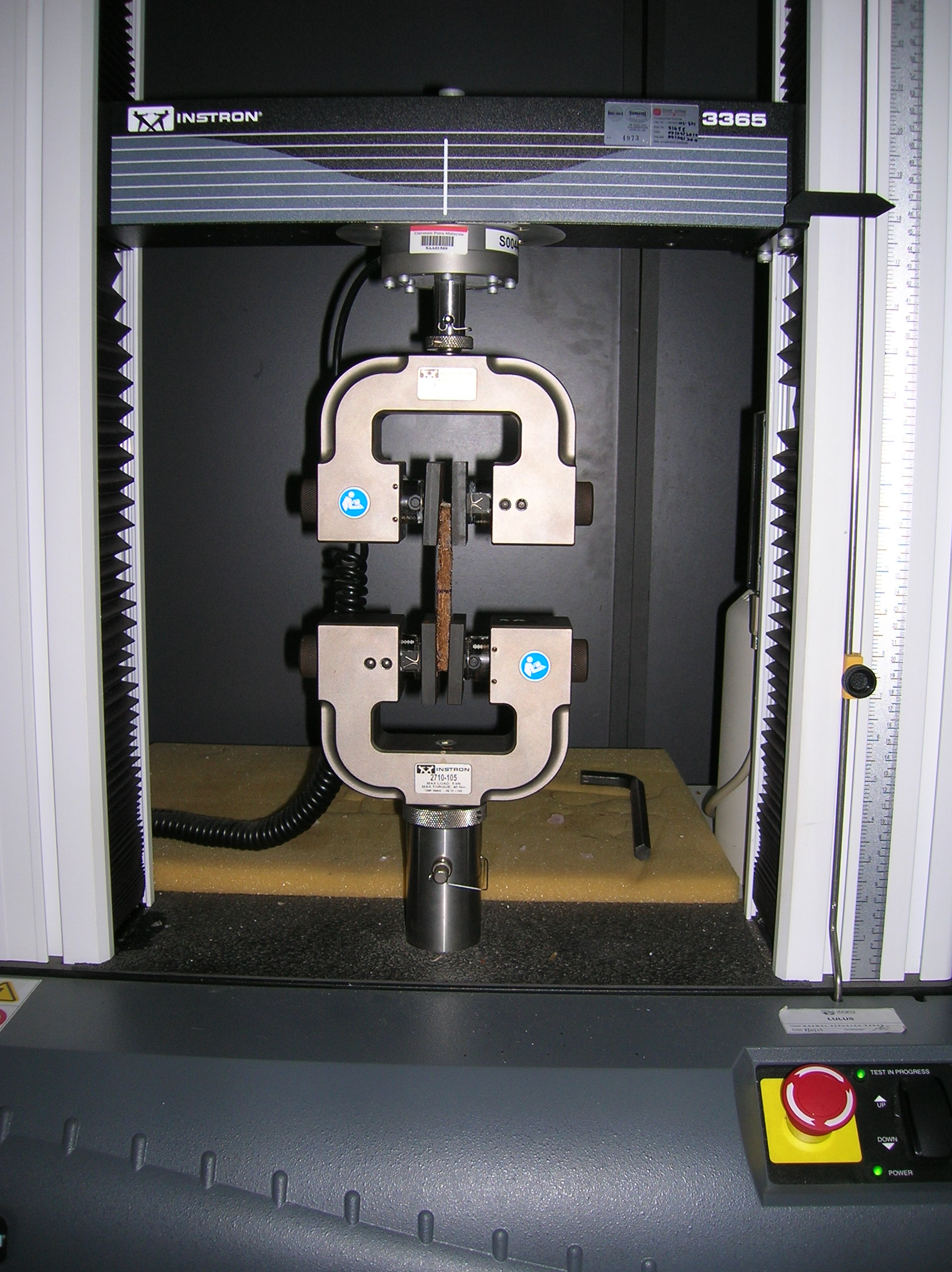
Випробування зразка з волокнистого композиту на розтягування

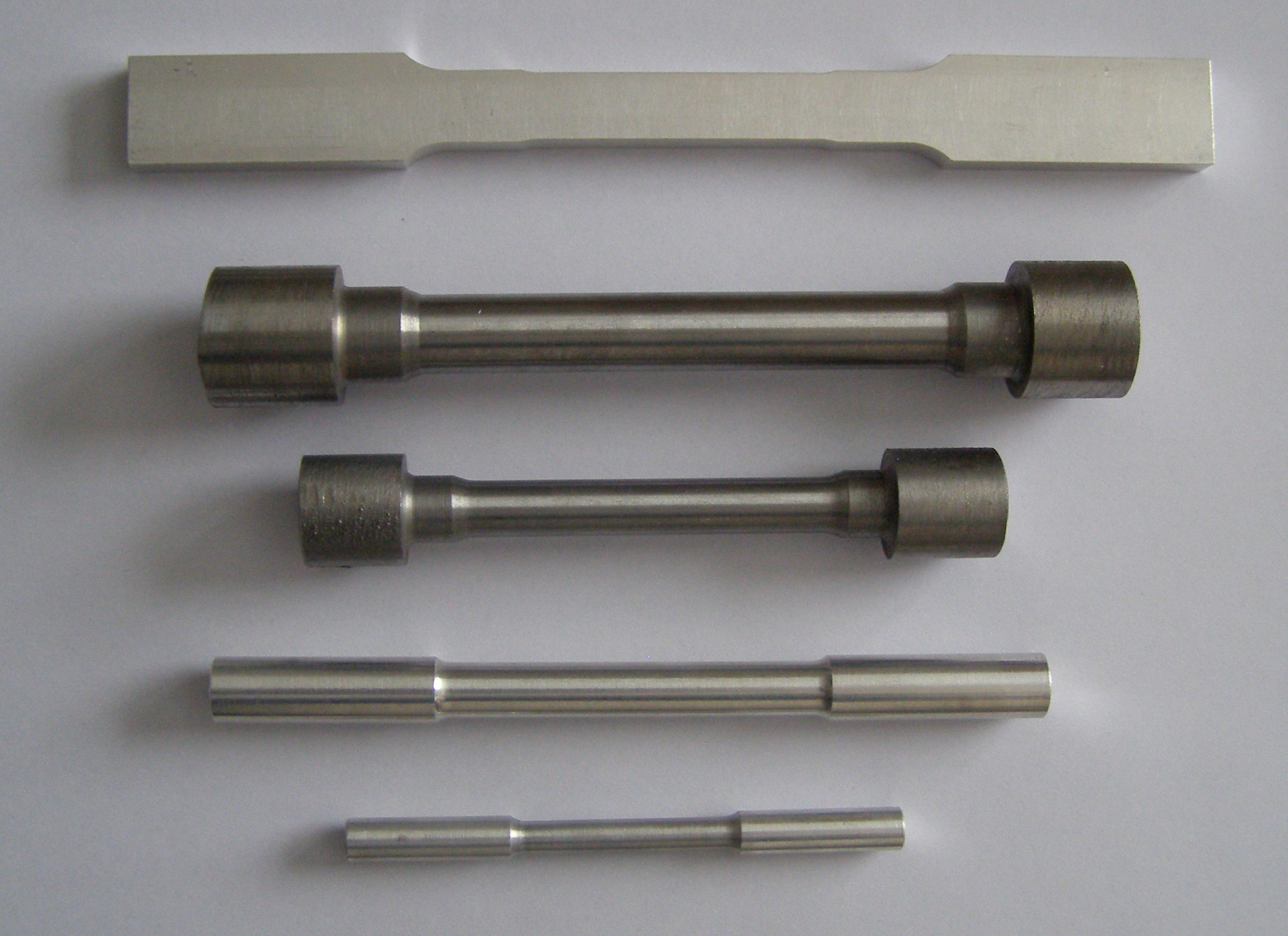
зразки для випробувань на розтягування

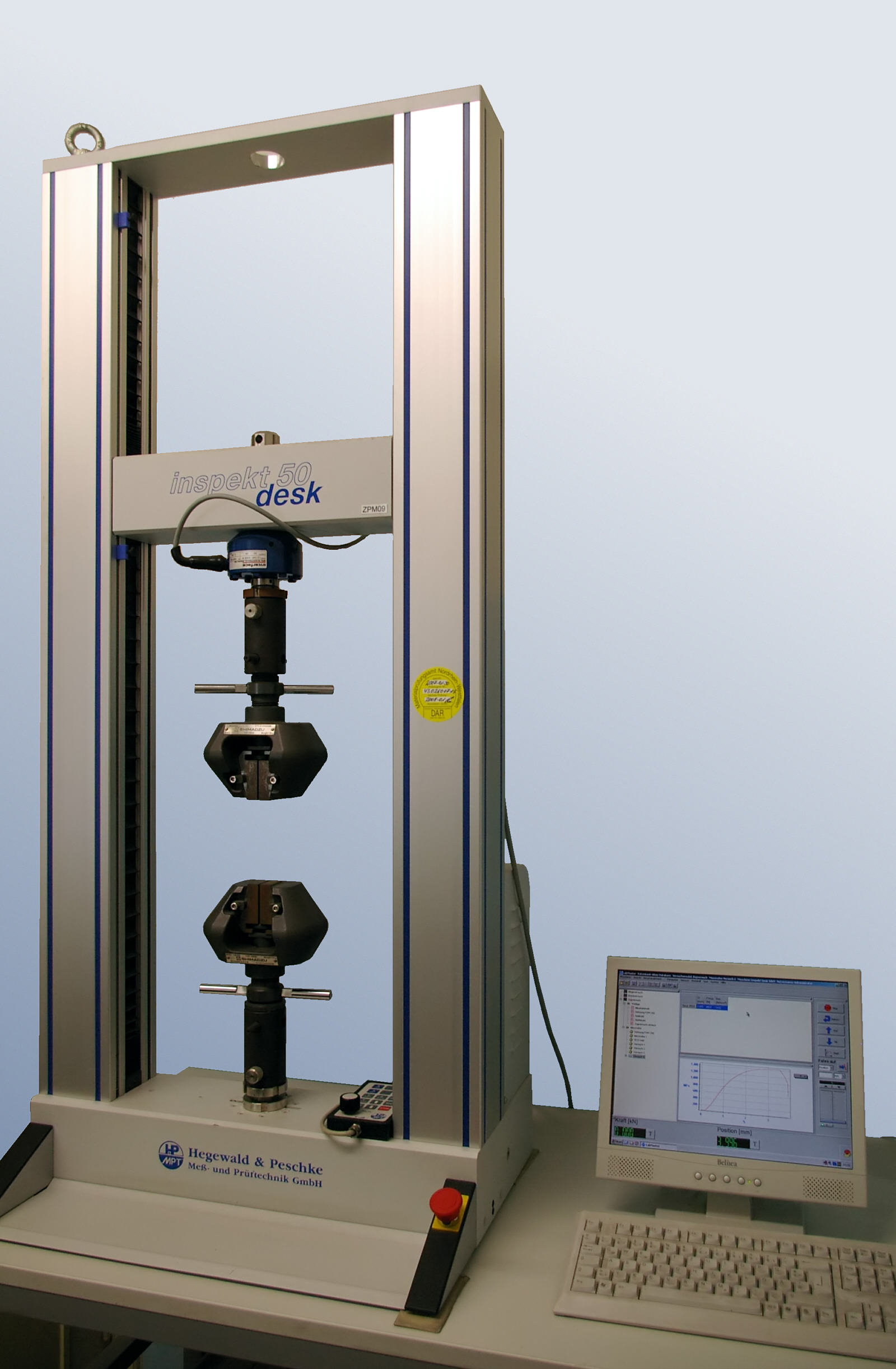
Універсальна розривна машина

Випро́бування на розтя́гування (ро́зтяг, розтя́гнення) (англ. Tensile testing) — вид механічних випробувань, що проводяться на стандартних зразках круглого або прямокутного перерізу в умовах їх розтягування осьовою силою переважно з використанням розривної випробувальної машини. При розтягненні зразок деформується під дією навантаження, яке плавно зростає до моменту руйнування зразка. Під час випробування зразка отримують так звану машинну діаграму деформування, яка фіксує залежність між силою P, що діє на зразок, і викликаною нею деформацією Δl (Δl — абсолютне видовження).

## Використання
Результати випробувань зазвичай використовуються, щоб вибрати матеріал для заданих умов роботи, для контролю якості та передбачити поведінку матеріалу під дією інших видів навантажень. Властивості, які безпосередньо можуть бути виміряні у процесі випробувань на розтяг є границя міцності на розрив, максимальне видовження і максимальне звуження площі поперечного перерізу. З цих вимірювань також можуть бути визначені такі властивості: модуль Юнга, коефіцієнт Пуассона, границя плинності та характеристики деформаційного зміцнення матеріалу.
Випробування на розтягування є одним з основних і найпоширеніших видів випробувань. Одержані в результаті експерименту характеристики дозволяють оцінювати міцність та пластичність матеріалу для умов статичних навантажень і вважаються основними при розрахунках на міцність деталей машин та елементів конструкцій.

## Зразки для випробувань
Відповідно до ДСТУ EN 10002-1:2006 чи ГОСТ 1497-84, при випробуванні на розтяг застосовують пропорційні циліндричні зразки семи типів з діаметрами в межах 3…25 мм та плоскі зразки двох типів з шириною в інтервалі 3…25 мм.
Для заміру деформацій на робочій частині зразка відзначають відтинок, що має назву «розрахункова довжина» l0. Найбільше поширення отримали циліндричні зразки, у яких витримується пропорційне співвідношення між розрахунковою довжиною і діаметром l0:d0 = 5 (короткі, п'ятикратні зразки) и l0:d0 = 10 (довгі, десятикратні зразки). Такі зразки називають пропорційними.
Для плоских зразків співвідношення між розрахунковою довжиною і розмірами поперечного перерізу є таким же, як і для циліндричних зразків, але замість діаметра фігурує площа поперечного перерізу A0.
Так як площа поперечного перерізу {\displaystyle A_{0}={\frac {\pi \cdot d_{0}^{2}}{4}}}, то для короткого циліндричного зразка
{\displaystyle l_{0}=5d_{0}=5{\sqrt {\frac {4A_{0}}{\pi }}}=5,65{\sqrt {F_{0})}}}
для довгого циліндричного зразка
{\displaystyle l_{0}=10d_{0}=10{\sqrt {\frac {4A_{0}}{\pi }}}=11,3{\sqrt {F_{0})}}.}
Розрахункову довжину l0 з похибкою до 1% обмежують на робочій довжині l зразка мітками. При цьому робоча довжина повинна становити:
від {\displaystyle l_{0}+0,5d_{0}} до {\displaystyle l_{0}+2d_{0}} — для циліндричних зразків;
від {\displaystyle l_{0}+1,5{\sqrt {F_{0}}}} до {\displaystyle l_{0}+2,5{\sqrt {F_{0}}}} — для плоских зразків.
Форми і розміри головок і перехідних частин циліндричних і плоских зразків визначаються способом кріплення зразків у захоплювачах випробувальної машини. Спосіб кріплення повинен виключити прослизання зразків у захоплювачах, зминання опорних поверхонь, деформацію головок і руйнування зразка в місцях переходу від робочої частини до головок і в самих головках.

## Випробувальне устаткування
Розривна випробувальна машина — машина для випробування зразка на розрив під час розтягування з метою визначення механічних властивостей матеріалів (сили опору, деформації чи енергії, витраченої на руйнування), а також для випробувань деталей, складальних одиниць та виробів шляхом пошкодження або руйнування. Розривна машина складається з випробувальної установки і блоку керування.
Випробувальна установка розривної машини складається з пристрою навантаження і засобів вимірювальної техніки.
За видом пристрою створення навантаження розривні машини поділяються на машини з електрогідравлічним і електромеханічним пристроями навантаження.
Для випробування пружних матеріалів (метали, деревина, гума, полімери, тканини тощо) застосовують розривні машини з однією або декількома сталими швидкостями деформування (жорстке навантаження), а для випробування крихких матеріалів — розривні машини із сталою швидкістю навантаження (м'яке навантаження).

## Методика випробувань

Діаграма розтягування конструкційної сталі
1. Границя міцності
2. Границя плинності
3. Руйнування
4. Область деформаційного зміцнення
5. Область деформаційного знеміцнення
A: Умовне напруження (F/A_{0})
B: Істинне напруження (F/A)

Процес випробування розпочинається із встановлення зразка у випробувальній машині і прикладання до нього зростаючого розтягувального зусилля аж до руйнування зразка. Під час випробування визначається абсолютний приріст деформації на розрахунковій довжині відповідно до величини прикладеного зусилля.
Первинним результатом випробувань є машинна діаграма деформування (діаграма розтягування), яка записується за допомогою пристрою для побудови діаграм в координатах «розтягувальна сила P — абсолютне видовження Δl» або на цифровому носії інформації у вигляді відповідних даних.
Виміряне видовження Δl використовується для обчислення відносного видовження ε за таким рівнянням:
{\displaystyle \varepsilon ={\frac {\Delta l}{l_{0}}}.}
Виміряне зусилля P використовується для обчислення напруження σ
{\displaystyle \sigma ={\frac {P}{A_{0}}}.}
Побудова діаграми розтягування у координатах «σ — ε» — умовної діаграми розтягування. Умовною діаграма називається, тому що напруження і деформації обчислюються за початковими розмірами зразка. Справедливість такого підходу визначається лише практичними міркуваннями.
На умовною діаграмою визначаються такі механічні характеристики матеріалу:
- границя пропорційності — найбільше умовне напруження, за якого з обумовленим відхиленням зберігається лінійна залежність між напруженнями і деформаціями у зразку;
- границя плинності — найменше умовне напруження, за якого зразок деформується без помітного збільшення навантаження;
- границя міцності — умовне напруження, що відповідає найбільшому навантаженню, досягнутому до поділу зразка на частини;

Також із діаграми «σ — ε» очевидно, що
{\displaystyle tg\alpha ={\frac {\sigma }{\varepsilon }}=E,}
тобто модуль пружності при розтягу (модуль Юнга) дорівнює тангенсу кута нахилу прямолінійної ділянки діаграми до осі абсцис.
Слід зазначити, що низхідна ділянка умовної діаграми (діаграма A) має умовний характер, оскільки дійсна площа поперечного перерізу зразка при утворенні шийки і початкова площа значно відрізняються одна від одної. Розділивши розтягувальну силу на дійсну площу поперечного перетину зразка, можна знайти дійсне напруження, та побудувати відповідну реальну діаграму деформування в істинних напруженнях (діаграма B).